# Hnojice
Hnojice település Csehországban, az Olomouci járásban. Lakosainak száma 651 fő (2024. január 1.).

## Fekvése
Hnojice Lužice, Štěpánov, Žerotín, Újezd, Liboš, Mladějovice és Babice településekkel határos.

## Népessége
A település lakosságának változását az alábbi diagram mutatja:
| Lakosok száma | 799  | 895  | 984  | 661  | 573  | 560  | 629  | 637  | 632  | 651  |
|               | 1869 | 1890 | 1921 | 1950 | 1980 | 2001 | 2017 | 2019 | 2022 | 2024 |